# أنيبال بينتو
أنيبال بينتو (بالإسبانية: Aníbal Pinto) (و. 1825 – 1884 م) هو محام، دبلوماسي من تشيلي ولد في سانتياغو.

## التعليم
تعلم في جامعة تشيلي.